# Cyclommatus margaritae
Cyclommatus margaritae es una especie de coleóptero de la familia Lucanidae.

## Distribución geográfica
Habita en Nueva Guinea.